# Miloslav Kříž
Miloslav Kříž (29 maggio 1924 – 20 maggio 2013) è stato un cestista e allenatore di pallacanestro cecoslovacco.
Era il marito di Eva Dobiášová.

## Carriera
Ha guidato la Cecoslovacchia ai Campionati mondiali del 1967 e a due edizioni dei Campionati europei (1966, 1968).

## Palmarès

### Allenatore
- Campionato tedesco: 1

VfL Osnabrück: 1968-69